# Rubus schlickumii
Rubus schlickumii är en rosväxtart som beskrevs av Wirtgen. Rubus schlickumii ingår i släktet rubusar, och familjen rosväxter. Inga underarter finns listade i Catalogue of Life.